# Bisdom Ngozi
Het bisdom Ngozi (Latijn: Dioecesis Ngoziensis) is een rooms-katholiek bisdom met als zetel Ngozi, de hoofdstad van de provincie Ngozi in Burundi. Het bisdom is suffragaan aan het aartsbisdom Gitega.

## Geschiedenis
Het bisdom werd opgericht op 14 juli 1949, als het apostolisch vicariaat Ngozi, uit grondgebied van het apostolisch vicariaat Urundi. Op 10 november 1959 werd het een bisdom. 
Het bisdom verloor meermaals gebied door de oprichting van het apostolisch vicariaat Usumbura (1959) en de bisdommen Muyinga (1968) en Ruyigi (1973). 

## Parochies
In 2019 telde het bisdom 27 parochies. Het bisdom had in 2019 een oppervlakte van 2.707 km2 en telde 1.553.274 inwoners waarvan 78,2% rooms-katholiek was.

## Bisschoppen
- Joseph Martin (14 juli 1949 - 6 juni 1961)
- André Makarakiza (21 augustus 1961 - 5 september 1968)
- Stanislas Kaburungu (5 september 1968 - 14 december 2002)
- Gervais Banshimiyubusa (14 december 2002 - 24 maart 2018; coadjutor sinds 10 mei 2000; administrator tot 25 januari 2020)
- Georges Bizimana (17 december 2019 - heden)